# Malaka (regentschap)
Het regentschap Malaka ligt op West-Timor, provincie Oost-Nusa Tenggara, Indonesië en werd, opnieuw, in 2012 gevormd.

## Geografie
De hoofdstad van het regentschap Malaka is Betun in het district Malaka Tengah. De oppervlakte van Malaka bedraagt 1161 km². In het oosten grenst het regentschap aan de Democratische Republik Oost-Timor, in het noorden aan het regentschap Belu, in het westen aan de regentschappen Noord-Midden-Timor en Zuid-Midden-Timor en in het zuiden aan de Timor Zee. Het regentschap omvat de volgende 12 districten: Botin Leobele, Io Kufeu, Kobalima, Kobalima Timur, Laenmanen, Malaka Barat, Malaka Tengah, Malaka Timur, Rinhat, Sasita Mean, Weliman, Wewiku.

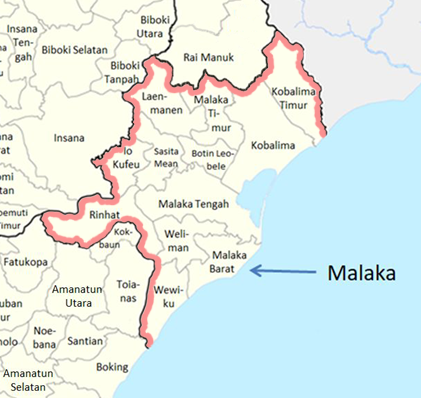
Regentschap Malaka en zijn districten.

## Demografie
Er wonen 194.300 mensen in Malaka en de dichtheid is 167 inw./km². Opgave: 2019. Het percentage katholieken bedraagt 89,6%. De verdere percentages zijn: 9,3% protestant, 1,0% moslim, 0,15% hindoe en 0,01% boeddhist.

## Geschiedenis
In 1916 richtten de Nederlanders de regentschappen Belu Tasi Feto en Malaka op. Belu Tasi Feto werd naar Belu genoemd, de oude koloniale aanduiding van het oostelijke deel van het eiland Timor. De naam “Belu” komt uit de Tetum taal en duidt op “vriend” en “Tasi Feto” is het woord voor de ten noorden van Timor gelegen zee, en betekent “Vrouwenzee”.
De heerser over Belu was de Raja van Jenilu en de heerser over Malaka was de Liurai Tere Seran. De zetel van het Nederlandse koloniale bewind was eerst Atapupu en werd later Atambua.
In 1924 werden beide regentschappen tot één gebied samengevoegd.
Op 14 december 2012 werden Malaka en Belu weer gescheiden en werd Malaka opnieuw een zelfstandig Indonesisch regentschap.

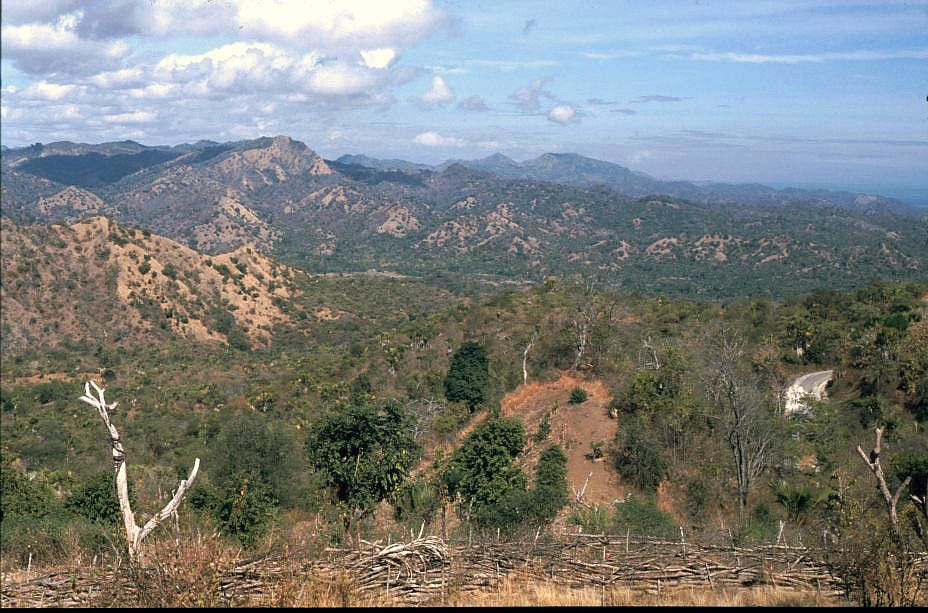
Landschap bij de grens van West-Timor met Oost-Timor.
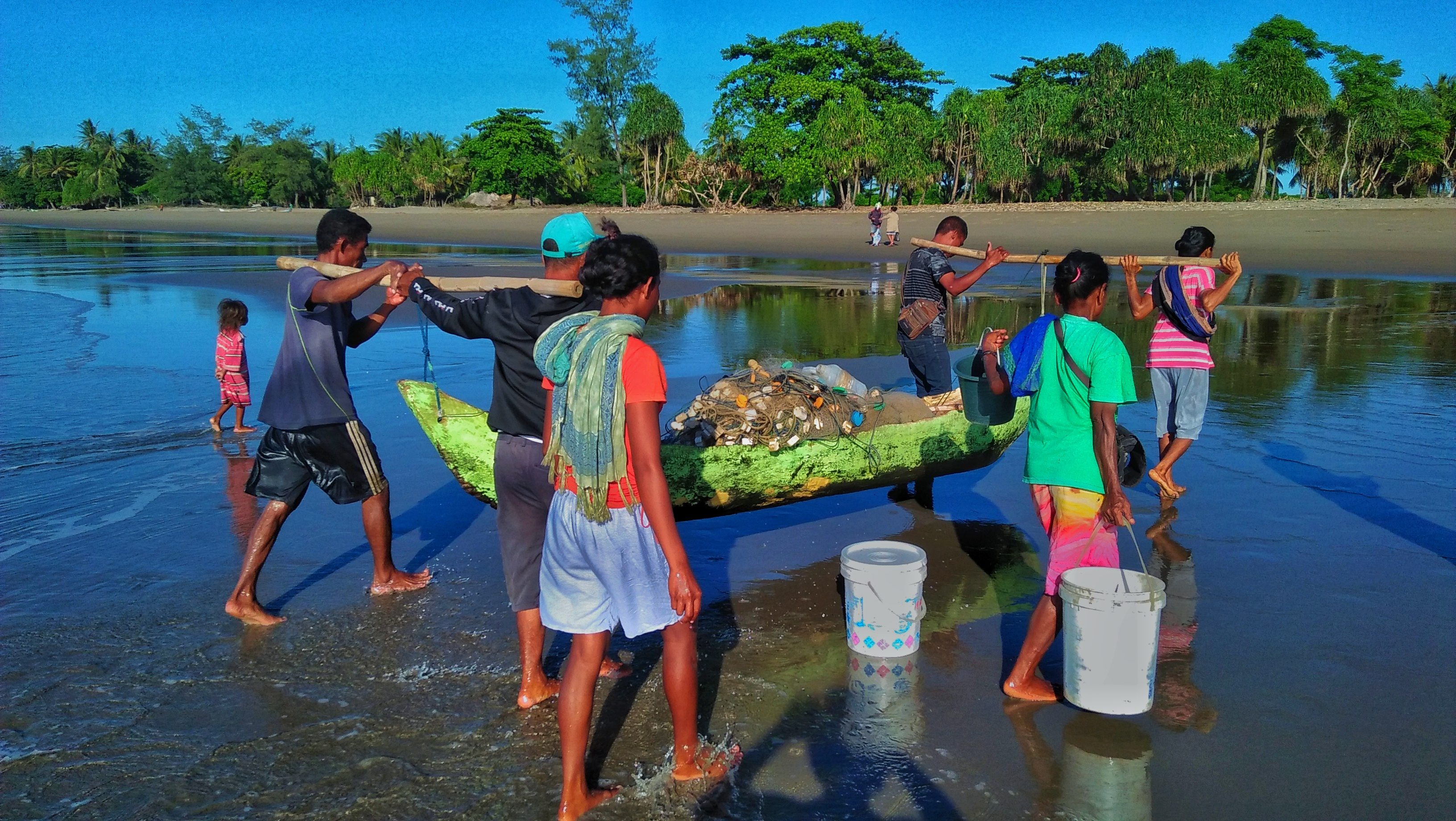
Vissers keren terug met hun boot naar het strand.
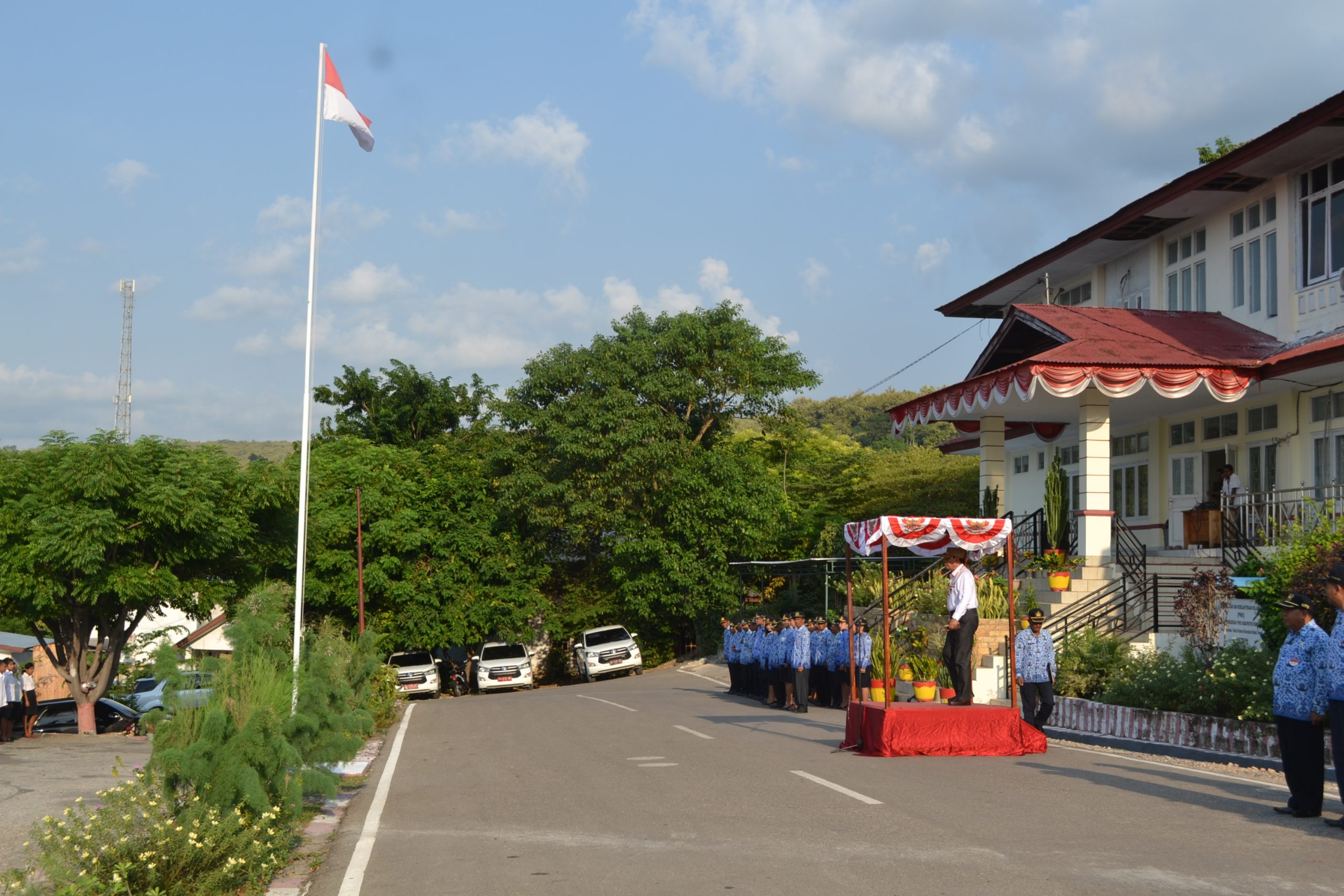
Bestuursgebouw van het regentschap in Betun.
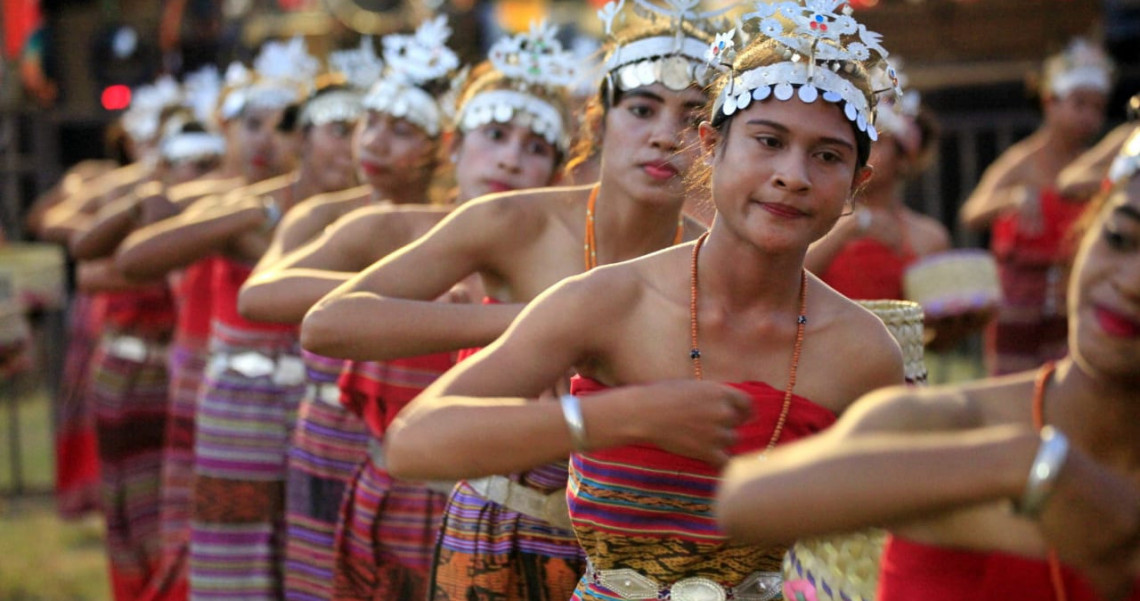
Dans in het gebied aan weerszijden van de regentschappen Malaka en Belu.